# 鈴木久三郎
鈴木 久三郎（すずき きゅうざぶろう、生没年不詳）は、戦国時代の武士。徳川氏の家臣。
徳川家康が岡崎城に在った頃、勝手に鷹場で鳥を取った者や城の堀で魚を取った者たちが家康の怒りを買い、牢に閉じ込められてしまった。これを聞いた鈴木久三郎は、勅使に馳走するための鯉や織田信長からもらった酒を、家康から拝領したものとして勝手に持ち出し、皆に振舞ってしまった。家康は烈火の如く怒り、薙刀を手にして、久三郎を呼びつけた。すると久三郎は、「魚や鳥を人に替えて、天下が取れるか」と吠えた。これに家康は心を打たれ、久三郎や捕らえていた者たちを赦したという（岩淵夜話別集、大道寺友山著）。
三方ヶ原の戦いで徳川軍は武田信玄に敗れ、総崩れとなった。この時、久三郎は家康の身代わりとなろうとしたが、家康は家臣を死なせて落ち延びることを拒んだ。久三郎は怒り、家康から軍配を奪い取って一人敵中に取って返した。この後、生還したという（徳川実紀）。